# Snölöstjärnen
Snölöstjärnen är en sjö i Älvdalens kommun i Dalarna och ingår i Dalälvens huvudavrinningsområde. Sjöns area är 0,02 kvadratkilometer och den befinner sig 470 meter över havet.